# Волован
Волован, (на француском - „ветар“, да опише његову лакоћу) је мала шупља округла погачица од лиснатог теста. Раније се звао и patty case. 
Волован се обично прави тако што се у разваљаном лиснатом тесту исеку два круга, у једном од њих се направи рупа, а затим се комад у облику прстена сложи на комад у облику диска.  Пециво се пече, а затим пуни разним сланим или слатким пуњењима. Може се поклопити преосталим печеним мањим круговима. 
Пециво се понекад приписује Антоану Карему.  Међутим, оброк назван petits gâteaux vole au vent помиње се у куварској књизи Франсоа Марина из 1739. Les Dons de Comus, годинама пре Каремовог рођења. 
У Француској се обично служи као предјело или мала ужина, пуњена пилетином или рибом.

## Међународне сличности
У Белгији, то је уобичајено главно јело које се може наћи на јеловницима већине ресторана, и скоро увек је испуњено комбинацијом пилетине, печурака и малих ћуфти, које се сервирају са пире кромпиром или помфритом. Ова белгијска варијација је такође доступна на југу Холандије, где се зове pasteitje („мало пециво“). У америчкој кухињи, пилетина а ла Кинг је раније била популарно пуњење.
У Пакистану, воловани са месним пуњењем зову се "паштете": округле обично имају пилећи фил, а правоугаоне фил од говедине. Служе се уз чатни.
У Србији се, у Великом народном кувару, Спасеније-Пате Марковић, у одељку француска кухиња, наводи рецепт за волован који се прави од круга и прстена пречника 22-25 cm, који се слепе један на други и пече, пуни надевом и поклапа преосталим печеним мањим кругом. За надев се наводе: надев са телећем мозгом, надев са телећим бризлама, надев од бубрега, надев од поврћа, надев од гушчје џигерице, надев од ракова.